# Ángelo Ruiz
Ángelo Ruiz (ur. 5 października 1957) – portorykański judoka. Dwukrotny olimpijczyk. Zajął dwunaste miejsce w Montrealu 1976 i dziewiętnaste w Seulu 1988. Walczył w wadze lekkiej.
Uczestnik mistrzostw świata w 1987. Brązowy medalista igrzysk Ameryki Środkowej i Karaibów w 1978. Zdobył trzy medale na mistrzostwach panamerykańskich w latach 1980 - 1988. Trzeci na wojskowych MŚ w 1986 roku.

## Letnie Igrzyska Olimpijskie 1976
| Konkurencja | Eliminacje            | Eliminacje          | Klas. końcowa |
| Konkurencja | Przeciwnik I          | Przeciwnik II       | Miejsce       |
| ----------- | --------------------- | ------------------- | ------------- |
| 63 kg       | Papa M’Bengue (SEN) Z | Brad Farrow (CAN) P | 12.           |

## Letnie Igrzyska Olimpijskie 1988
| Konkurencja | Eliminacje                | Klas. końcowa |
| Konkurencja | Przeciwnik I              | Miejsce       |
| ----------- | ------------------------- | ------------- |
| 71 kg       | Federico Vizcarra (MEX) P | 19.           |